# Джордж Гілсдон
Джордж Річард Гілсдон (англ. George Richard Hilsdon, 10 серпня 1885, Лондон — 10 вересня 1941, Лестер) — англійський футболіст, найбільш відомий як перший з дев'яти футболістів, який забив за «Челсі» понад сто голів.

## Біографія

### Футбольна кар'єра

#### «Вест Хем Юнайтед»
Молодий Гілсдон розпочав свою футбольну кар'єру у «Вест Гем Юнайтед» в 1904 році у 18 років. Забивши перший гол за «Вест Гем» вже в дебютному матчі, в наступних шести іграх в Західній лізі юний гравець відзначився ще трьома м'ячами. Проте відразу ж закріпитися в першій команді йому завадила травма. За півтора року у Вест Гемі він провів 16 матчів і забив 7 м'ячів.
Схильність юного форварда до травм не завадила першому менеджеру «Челсі» Джекі Робертсону розгледіти в ньому задатки чудового бомбардира. Хоча у «Вест Хемі» Хілсдон частіше грав на позиції інсайда, а не центрфорварда, Робертсон не сумнівався — місце Джоржджа на вістрі атаки. А менеджер «Вест Гем Юнайтед» Сід Кінг, ймовірно, не бачив у Джорджі великої перспективи. У червні 1906 року керівник Молотобійців відпустив Гілсдона в «Челсі» по вільному трансферу.

#### «Челсі»
Джордж змусив Кінга пошкодувати про своє рішення вже в дебютному матчі за Пенсіонерів, які виступали тоді у другому дивізіоні футбольної ліги. 1 вересня 1906 року Гілсдон вперше вийшов на поле у футболці «Челсі» і забив у ворота «Глоссоп Норт-Енд» п'ять м'ячів, чим допоміг своїй команді перемогти суперника з рахунком 9:2. Після цього приголомшливого дебюту Джордж отримав своє прізвисько — «Гармата Гатлінга» (англ. Gatling Gun). Це було зумовлене тим, що Джордж мав дивовижний по силі удар, у якого була ще й непередбачувана траєкторія польоту м'яча. Отримавши м'яч і побачивши перед собою ворота, Гілсдон вкрай рідко замислювався над тим, що робити далі — він відразу бив по воротах, і воротарям, які потрапляли під такий обстріл, навряд чи можна було позаздрити. 
|             | Він здорово контролює м'яч, чудово розуміє обов'язки центрфорварда, але головне — це його удар, який не береться |
| — DailyMail | |

.
Гармата Гатлінга забив у ворота суперників «Челсі» 86 голів за перші три роки в команді і зіграв 106 матчів. Перші 27 з них він забив у другому дивізіоні, чим допоміг Пенсіонерам вперше пробитися в еліту англійського футболу. У першому дивізіоні форвард теж продовжив свою серію, забивши 26 м'ячів. Також, в тому ж сезоні він забив шість м'ячів у матчі Кубка Англії проти «Ворксоп Таун», що досі є клубним рекордом за кількістю голів, забитих одним гравцем в одному матчі.
Однак яскрава зірка Гілсдона почала згасати досить скоро. Повторювати успіхи своїх перших трьох років в Челсі йому заважали травми і алкоголь. До 1912 року Джордж довів кількість своїх голів за Пенсіонерів до 108-ми в 164 матчах і став першим гравцем Челсі, який забив сотню м'ячів, але в останні сезони страждав алкоголізмом і був схильний до травм. Тому форвард був швидше тягарем, ніж головною ударною силою для команди. У результаті цього клуб відпустив Гармату, і Джордж повернувся у «Вест Гем Юнайтед».

#### «Вест Гем Юнайтед»
У новій старій команді Гілсдон, який у свої 27 років був серед Молотобойців справжнім ветераном, каші не псував. Він встиг забити 24 м'ячі за «Вест Гем» (17 з них припали на перший сезон після повернення), поки його футбольну кар'єру не перервала Перша Світова війна.

#### Завершення кар'єри
На війну Джордж не рвався, навіть навпаки. Коли за ним прийшли люди у військовій формі, він ховався в курнику. Але його знайшли і відправили на Західний фронт, де він дивом вижив після газової атаки під французьким Аррасом.
Після війни Гілсдон — алкоголік зі спаленими іпритом легенями — встиг трохи пограти за «Чатем Таун» (14 голів у 6-ти матчах), після чого остаточно повісив бутси на цвях.

### Збірна
Джордж зіграв свій перший міжнародний матч 15 лютого 1907 року, в якому збірна Англії переграла збірну Ірландії з мінімальним рахунком, але Джордж так і не забив. Бліда гра Гілсдона була доповнена травмою ноги, і в підсумку наступного виклику в національну команду форварда Челсі довелося чекати більше року. Цього разу він свій шанс не упустив. У тренувальній грі Південь — Північ (4:4) він забив всі чотири голи за жителів півдня, а потім двома м'ячами допоміг збірній Англії здолати збірну Ірландії 3:1. Всього Гілсдон провів 8 матчів за збірну, в яких забив 14 м'ячів.

### Старість
Після завершення кар'єри Джордж заробляв собі на життя самими різними способами, деколи законними, часом не зовсім. Зокрема, Джордж обходив кілька іст-ендських пабів, влаштовуючи різні конкурси, лотереї, в яких розігрувалася, наприклад, коробка цукерок. За дивовижним збігом обставин, приз кожен раз діставався його дружині.
Таким ось чином чудовий бомбардир дотягнув до 56-ти років, поки не помер у притулку для бездомних у Лестері. На його похороні були присутні чотири особи. Пам'ятник було ставити нікому, тому місце поховання Джорджа Гілсдона не відоме.

## Вшанування
У 1912 році над Північною терасою стадіону Стемфорд Брідж був встановлений флюгер футболіста з фігуркою. Чи то він спочатку був встановлений на честь першого з дев'яти футболістів, що забили за Челсі сотню голів, чи то вболівальники самі стали називати футболіста на флюгері Джорджем, але тепер ніхто не сумнівається, що таким чином увічнили Джорджа Гілсдона — легендарного форварда Пенсіонерів, не зважаючи на те, що футболіст одягнутий у воротарську кепку. Нині цей флюгер підноситься над Східною трибуною — під час реконструкції стадіону в середині дев'яностих він був загублений і знайдений вже в епоху Абрамовича, після чого його поставили на нове місце. Надгробок на могилі Хілсдона встановлено не було, тому місце поховання з часом загубилося, а флюгер залишився і досі нагадує уболівальникам Челсі про одну з перших легенд клубу.
Також, за результатами голосування на офіційному сайті «Челсі», Джордж Гілсдон увійшов до списку Легенд клубу.